# 鈴木清司
鈴木 清司（すずき せいじ、1942年5月1日 - ）は、日本の映画音楽演出（選曲）家、音楽プロデューサー。
映像に沿った音楽を選曲し、コマ単位で演出する音楽監督として知られる。代表作に『大都会シリーズ』『探偵物語』『あぶない刑事』『ルパン三世シリーズ』『それいけ!アンパンマン』など。

## 来歴
1961年、日活入社。録音助手などを務める傍ら、当時助監督だった村川透らと共にアマチュアグループ「日活ダンスバンド」を結成し、ギタリストとして劇伴のレコーディングなどに関わる。
1967年、日活が新たに選曲パートを新設したことに伴い、テレビドラマ『あいつと私』で選曲師としてデビューし、それまで作曲家や録音技師などがサイドワークとして行っていた音楽演出＝選曲作業を、独立した専門作業として新たに定着させた。
日活退社後は自身のオフィス「鈴木音楽事務所」を主宰し、日本テレビのディレクターだった田中知己の勧めをきっかけに、“音楽監督”や“音楽コーディネーター”などの肩書で作曲家の選定、楽曲の発注といった作品全体の音楽設計を担う音楽プロデューサーとして活動。
2025年、東京アニメアワード2025にてアニメ功労部門を受賞。

## 特色・人物
シチュエーション毎に楽曲を発注し、さらにその音源を1コマ単位で映像に合わせる手法を得意としており、アニメ、実写問わず多数の作品に参加している。
参加作品や様々なアルバムから入手した音源で独自のライブラリーを構築しており、実写・アニメを問わず、その楽曲を使用することも多い。例として、『あしたのジョー2』では、一部のBGMがイメージアルバム『金田一耕助の冒険』から流用されている。
日本テレビ系での活動が多く、『熱中時代』をはじめとする水谷豊主演ドラマ、『大都会』『探偵物語』などの火曜夜9時ドラマや石原プロモーション作品、『あぶない刑事』をはじめとしたセントラル・アーツ作品や村川透監督による劇場映画などを多数手掛けている。また、アニメーションではトムス・エンタテインメント（旧東京ムービー）との繋がりが深い。
作曲家の大野雄二は、ドラマ『気になる嫁さん』以来長年にわたる共同作業者のひとりであり、『ルパン三世』では1977年スタートの第2シリーズから2013年の『princess of the breeze 〜隠された空中都市〜』まで作品の選曲・プロデュースに携わっていた。
大野雄二によると、音楽監督という肩書きは鈴木の仕事に敬意を表してルパン三世のスタッフが名付けたものだという。
『それいけ!アンパンマン』は1988年の放送開始以来、一貫して音楽監督を担当し続けている。

## 主な作品

### テレビドラマ
- 見合い恋愛（NTV）
- 颱風とざくろ（NTV）
- 闘魂（NTV）
- 大江戸捜査網（TX）
- 好き! すき!! 魔女先生（ABC）
- おこれ!男だ（NTV）
- ファイヤーマン（NTV）※#3～6のみ
- 刑事くん 第二部（TBS）
- 戦国ロック はぐれ牙（CX）
- 木曽街道いそぎ旅（CX）
- 気まぐれ天使（NTV）
- 雑居時代（NTV）
- 伝七捕物帳（NTV）
- 傷だらけの天使（NTV）※#1～8のみ
- 子連れ狼（NTV）
- 長崎犯科帳（NTV）
- 俺たちの旅（NTV）
- 白い秘密（CX）※ノンクレジット
- 前略おふくろ様 第2シリーズ（NTV）
- 大都会シリーズ（NTV）
  - 大都会 闘いの日々
  - 大都会 PARTII
  - 大都会 PARTIII
- 俺たちの祭（NTV）
- 土曜ワイド劇場（ANB）
  - 三毛猫ホームズの推理 女子大密室殺人
  - 新幹線殺人事件
  - 弁護士・朝吹里矢子シリーズ
- 浮浪雲（ANB）
- 大追跡（NTV）
- 熱中時代シリーズ（NTV）
- 探偵物語（NTV）
- 西部警察シリーズ（ANB）
- 大激闘マッドポリス'80（NTV）
- キャンパス・アクション 探偵同盟（CX）
- 俺はご先祖さま（NTV）
- キッド（NTV）
- プロハンター（NTV）
- 事件記者チャボ!（NTV）
- あんちゃん（NTV）
- 刑事物語'85（NTV）
- カネボウヒューマンスペシャル『かんころもちの島で』
- 気分は名探偵（NTV）
- ただいま絶好調!（ANB）
- 妻たちの課外授業（NTV）
- あぶない刑事シリーズ（NTV）
- 新・熱中時代宣言（NTV）
- パパ合格ママは失格（NTV）
- あきれた刑事（NTV）
- 27才・LOVE気分（NTV）
- ゴリラ・警視庁捜査第8班（ANB）
- 勝手にしやがれヘイ!ブラザー（NTV）
- あいつがトラブル（CX）
- 刑事貴族シリーズ（NTV）
- 代表取締役刑事（ANB）
- 俺たちルーキーコップ（TBS）
- 愛しの刑事（ANB）
- はみだし刑事情熱系シリーズ（ANB）
- 七曲署捜査一係'98～99（NTV）
- 太陽にほえろ!2001（NTV）

### 映画
- みな殺しの拳銃（日活）※ノンクレジット
- 犬神家の一族（角川春樹事務所）※ノンクレジット
- 人間の証明（角川春樹事務所）
- ルパン三世シリーズ（東京ムービー、東宝）
  - ルパン三世 ルパンVS複製人間
  - ルパン三世 カリオストロの城
  - ルパン三世 バビロンの黄金伝説
  - ルパン三世 くたばれ!ノストラダムス
  - ルパン三世 DEAD OR ALIVE
- 最も危険な遊戯（東映）※ノンクレジット
- 殺人遊戯（東映）※ノンクレジット
- 野性の証明（角川春樹事務所）
- 乱れからくり（東宝映画）
- 蘇える金狼（角川春樹事務所）
- がんばれ!!タブチくん!!（東京ムービー、東宝東和）
- 戦国自衛隊（角川春樹事務所）
- 処刑遊戯（東映）
- 白昼の死角（東映）
- 復活の日（角川春樹事務所）
- 薔薇の標的（東映）
- 野獣死すべし（角川春樹事務所）
- マンザイ太閤記（松竹、東京ムービー）
- 獣たちの熱い眠り（東映、徳間書店）
- 凶弾（松竹富士）
- ゴルゴ13（東京ムービー、フィルムリンク）
- 冒険者たち ガンバと7匹のなかま（東京ムービー）
- 行き止まりの挽歌・ブレイクアウト（日活）
- 首都消失（徳間書店、関西テレビ、大映）
- この愛の物語（松竹富士）
- それいけ!アンパンマンシリーズ（東京ムービー→トムス・エンタテインメント、東京テアトル）
  - それいけ!アンパンマン とべ! とべ! ちびごん
  - それいけ!アンパンマン つみき城のひみつ
  - それいけ!アンパンマン 恐竜ノッシーの大冒険
  - それいけ!アンパンマン リリカル☆マジカルまほうの学校
  - それいけ!アンパンマン ゆうれい船をやっつけろ!!
  - それいけ!アンパンマン 空とぶ絵本とガラスの靴
  - それいけ!アンパンマン 虹のピラミッド
  - それいけ!アンパンマン てのひらを太陽に
  - それいけ!アンパンマン 勇気の花がひらくとき
  - それいけ!アンパンマン 人魚姫のなみだ
  - それいけ!アンパンマン ゴミラの星
  - それいけ!アンパンマン ロールとローラ うきぐも城のひみつ
  - それいけ!アンパンマン ルビーの願い
  - それいけ!アンパンマン 夢猫の国のニャニイ
  - それいけ!アンパンマン ハピーの大冒険
  - それいけ!アンパンマン いのちの星のドーリィ
  - それいけ!アンパンマン シャボン玉のプルン
  - それいけ!アンパンマン 妖精リンリンのひみつ
  - それいけ!アンパンマン だだんだんとふたごの星
  - それいけ!アンパンマン ブラックノーズと魔法の歌
  - それいけ!アンパンマン すくえ! ココリンと奇跡の星
  - それいけ!アンパンマン よみがえれ バナナ島
  - それいけ!アンパンマン とばせ! 希望のハンカチ
  - それいけ!アンパンマン りんごぼうやとみんなの願い
  - それいけ!アンパンマン ミージャと魔法のランプ
  - それいけ!アンパンマン おもちゃの星のナンダとルンダ
  - それいけ!アンパンマン ブルブルの宝探し大冒険!
  - それいけ!アンパンマン かがやけ!クルンといのちの星
  - それいけ!アンパンマン きらめけ!アイスの国のバニラ姫
- べっぴんの町（東映）
- BEST GUY（東映、東北新社、三井物産）
- きんぴら（東映）
- 劇場版 AIR（東映アニメーション、フロンティアワークス）
- 劇場版 CLANNAD（東映アニメーション、フロンティアワークス）
- STRAIGHT TO HEAVEN 天国へまっしぐら（KOM）

### テレビアニメ
- 元祖天才バカボン（NTV）
- ルパン三世シリーズ（NTV）
  - ルパン三世 (TV第2シリーズ)
  - ルパン三世 PARTIII
  - テレビスペシャル各作品（『バイバイ・リバティー・危機一発!』～『princess of the breeze 〜隠された空中都市〜』）
- 24時間テレビ・手塚治虫アニメシリーズ（NTV）
- 新エースをねらえ!（NTV）
- ベルサイユのばら（NTV）
- あしたのジョー2（NTV）
- 鉄腕アトム（NTV）
- 新ど根性ガエル（NTV）
- 忍者マン一平（NTV）
- じゃりン子チエ（MBS）
- 科学救助隊テクノボイジャー（CX）
- スペースコブラ（CX）
- キャッツ・アイ（NTV）
- ゴッドマジンガー（NTV）
- ロボタン（NTV）
- 超時空世紀オーガス（MBS）
- レディジョージィ（ABC）
- 名探偵ホームズ（ANB）
- おねがい!サミアどん（NHK）
- Bugってハニー（NTV）
- それいけ!アンパンマン（NTV）
- おにいさまへ…（NHK）
- おちゃめなふたご クレア学院物語（NTV）
- わたしとわたし ふたりのロッテ（NTV）
- フランダースの犬 ぼくのパトラッシュ（NTV）
- 怪盗セイント・テール（ABC）
- 白鯨伝説（NHK）
- モンスターファーム（CBC）
- 雪の女王（NHK）[6]
- 風の少女エミリー（NHK）
- ゴルゴ13（TX）
- ウルトラヴァイオレット:コード044（ANIMAX）
- 源氏物語千年紀 Genji（CX）[7]

### OVA
- アップルシード（GAINAX）
- 華星夜曲（徳間ジャパン、マジックバス）
- エースをねらえ！ファイナルステージ（東京ムービー）
- B・B（バンダイビジュアル、マジックバス）
- 修羅之介斬魔劍（東映ビデオ、マジックバス）
- ブラック・ジャックシリーズ（手塚プロダクション）※#8～音楽担当兼任
- ルパン三世 生きていた魔術師（トムス・エンタテインメント、日本テレビ放送網）
- ルパン三世 GREEN vs RED（トムス・エンタテインメント、日本テレビ）
- ルパン三世 Master File・ルパン一家勢揃い（トムス・エンタテインメント）

### 海外アニメ
- 宇宙伝説ユリシーズ31（フランスDIC、東京ムービー）
- マイティ・オーボッツ（アメリカABC、東京ムービー）
- レポーターブルース（イタリア国営放送、東京ムービー）

### ビデオ映画
- 東映Vシネマ
  - 狙撃 THE SHOOTISTシリーズ（東映ビデオ、東京放送、スポーツニッポン新聞社）
  - 兇悪の紋章（東映ビデオ、テレビ朝日）
  - 裏切りの明日（東映ビデオ、スポーツニッポン新聞社、静岡けんみんテレビ）
  - ベレッタM92F 凶弾（東映ビデオ、テレビ朝日）
  - 悪人専用（東映ビデオ）
  - 夜のストレンジャー 恐怖（東映ビデオ）
  - 傷だらけのライセンス（東映ビデオ）
  - 悪役商会 狼たちの仁義（東映ビデオ）
  - 死神の使者（東映ビデオ）
  - DANGER POINT 地獄への道（東映ビデオ）
  - 名のない男 破壊!（東映ビデオ）
  - 復讐の掟（東映ビデオ）
  - XX 美しき凶器（東映ビデオ）
  - ろくでなし LAST DAWN TEN（東映ビデオ）
  - 今日から俺は!!シリーズ（東映ビデオ）
- 東映ヤングVシネマ
  - TOUCH ME TENDERLY 優しくこたえて（東映ビデオ）

### 洋画日本語版制作
- 遠すぎた橋（NTV / 水曜ロードショー版）

### バラエティ・教養番組
- 24時間テレビ 愛は地球を救う1（NTV）
- 史上最強のバラエティ クイズ100万ボルト（ANB）※ドラマパート担当

### テレビゲーム
- ルパン三世 カリオストロの城 -再会-（PlayStation専用ソフト / アスミック・エース）
- ルパン三世 コロンブスの遺産は朱に染まる（PlayStation 2専用ソフト / バンプレスト）

### レコード制作協力
- 大野雄二「SPACE KID」（CBSソニー）

### 作詞
- 松村とおる「戦国自衛隊のテーマ」（角川レコード） - 松村コージと共同